# 高永孝
高永孝（？—？），安徽省六安直隸州人，清朝政治人物、同進士出身。
光緒十五年（1889年），参加光緒己丑科殿試，登進士三甲59名。同年五月，著主事，分部学习。